# 鲁斯兰娜
鲁斯兰娜·斯特潘尼芙娜·雷日奇科（烏克蘭語：Руслана Степанівна Лижичко；1973年5月20日—），乌克兰女歌手，她曾凭借Wild Dance获得2004年欧洲歌唱大赛冠军。